# ليبسبي
ليبسبي (بالنرويجية: Lebesby)‏ هي بلدية في مقاطعة فينمارك، النرويج. المركز الإداري للبلدية هي قرية شولفيورد. من بين القرى الأخرى في البلدية إيفيورد، وكونيس، وليبسبي، وفايدنيس.

## المناخ
يظهر الجدول التالي التغييرات المناخية على مدار السنة لليبسبي:
| البيانات المناخية لـليبسبي                 | البيانات المناخية لـليبسبي | البيانات المناخية لـليبسبي | البيانات المناخية لـليبسبي | البيانات المناخية لـليبسبي | البيانات المناخية لـليبسبي | البيانات المناخية لـليبسبي | البيانات المناخية لـليبسبي | البيانات المناخية لـليبسبي | البيانات المناخية لـليبسبي | البيانات المناخية لـليبسبي | البيانات المناخية لـليبسبي | البيانات المناخية لـليبسبي | البيانات المناخية لـليبسبي |
| الشهر                                      | يناير                      | فبراير                     | مارس                       | أبريل                      | مايو                       | يونيو                      | يوليو                      | أغسطس                      | سبتمبر                     | أكتوبر                     | نوفمبر                     | ديسمبر                     | المعدل السنوي              |
| ------------------------------------------ | -------------------------- | -------------------------- | -------------------------- | -------------------------- | -------------------------- | -------------------------- | -------------------------- | -------------------------- | -------------------------- | -------------------------- | -------------------------- | -------------------------- | -------------------------- |
| المتوسط اليومي °م (°ف)                     | −6.8 (19.8)                | −6.6 (20.1)                | −4.5 (23.9)                | −1.1 (30.0)                | 3.5 (38.3)                 | 8.0 (46.4)                 | 11.0 (51.8)                | 10.2 (50.4)                | 6.5 (43.7)                 | 1.7 (35.1)                 | −2.3 (27.9)                | −5.5 (22.1)                | 1.2 (34.2)                 |
| الهطول مم (إنش)                            | 44 (1.7)                   | 36 (1.4)                   | 30 (1.2)                   | 29 (1.1)                   | 28 (1.1)                   | 38 (1.5)                   | 57 (2.2)                   | 54 (2.1)                   | 58 (2.3)                   | 59 (2.3)                   | 45 (1.8)                   | 42 (1.7)                   | 520 (20.5)                 |
| المصدر: Norwegian Meteorological Institute |                            |                            |                            |                            |                            |                            |                            |                            |                            |                            |                            |                            |                            |